# Pareudesmoscolex verrucosus
Pareudesmoscolex verrucosus är en rundmaskart som beskrevs av Timm 1970. Pareudesmoscolex verrucosus ingår i släktet Pareudesmoscolex och familjen Desmoscolecidae. Inga underarter finns listade i Catalogue of Life.